# Jim Filice
Jim Filice (San Jose, 18 novembre 1962) è un pilota motociclistico statunitense.

## Carriera
Conosciuto in campo internazionale per alcune presenze nel motomondiale dove ha anche ottenuto una vittoria in occasione del Gran Premio motociclistico degli Stati Uniti d'America 1988 disputato sul circuito di Laguna Seca, nelle competizioni statunitensi AMA ha ottenuto 29 vittorie singole e tre titoli nazionali in classe 250, tanto da essere inserito nel 2000 nella Motorcycle Hall of Fame.

## Risultati nel motomondiale

### Classe 250
| 1988 | Classe | Moto  |  |   |  |  |  |  |  |  |  |  |  |  |  |  |  | Punti | Pos. |
| ---- | ------ | ----- |  | - |  |  |  |  |  |  |  |  |  |  |  |  |  | ----- | ---- |
| 1988 | 250    | Honda |  | 1 |  |  |  |  |  |  |  |  |  |  |  |  |  | 20    | 21º  |

| 1989 | Classe | Moto  |    |  |   |  |  |  |  |  |  |  |  |  |  |  |  | Punti | Pos. |
| ---- | ------ | ----- | -- |  | - |  |  |  |  |  |  |  |  |  |  |  |  | ----- | ---- |
| 1989 | 250    | Honda | 11 |  | 2 |  |  |  |  |  |  |  |  |  |  |  |  | 22    | 20º  |

| 1991 | Classe | Moto   |    |     |    |  |  |  |  |  |  |  |  |  |  |  |  | Punti | Pos. |
| ---- | ------ | ------ | -- | --- | -- |  |  |  |  |  |  |  |  |  |  |  |  | ----- | ---- |
| 1991 | 250    | Yamaha | 31 | Rit | 16 |  |  |  |  |  |  |  |  |  |  |  |  | 0     |      |

| 1993 | Classe | Moto   |  |  |  |  |  |  |  |  |  |  |  |  |    |  |  | Punti | Pos. |
| ---- | ------ | ------ |  |  |  |  |  |  |  |  |  |  |  |  | -- |  |  | ----- | ---- |
| 1993 | 250    | Suzuki |  |  |  |  |  |  |  |  |  |  |  |  | NQ |  |  | 0     |      |

| 1994 | Classe | Moto   |  |  |     |     |     |  |  |  |  |  |  |  |  |  |  | Punti | Pos. |
| ---- | ------ | ------ |  |  | --- | --- | --- |  |  |  |  |  |  |  |  |  |  | ----- | ---- |
| 1994 | 250    | Yamaha |  |  | Rit | Rit | Rit |  |  |  |  |  |  |  |  |  |  | 0     |      |

| Legenda | 1º posto        | 2º posto            | 3º posto            | A punti      | Senza punti        | Grassetto – Pole position Corsivo – Giro più veloce |
| Legenda | Gara non valida | Non qual./Non part. | Ritirato/Non class. | Squalificato | '-' Dato non disp. | Grassetto – Pole position Corsivo – Giro più veloce |

### Classe 500
| 1995 | Classe | Moto          |  |  |  |     |  |    |     |  |  |  |  |  |  |  |  | Punti | Pos. |
| ---- | ------ | ------------- |  |  |  | --- |  | -- | --- |  |  |  |  |  |  |  |  | ----- | ---- |
| 1995 | 500    | Harris-Yamaha |  |  |  | Rit |  | 23 | Rit |  |  |  |  |  |  |  |  | 0     |      |

| Legenda | 1º posto        | 2º posto            | 3º posto            | A punti      | Senza punti        | Grassetto – Pole position Corsivo – Giro più veloce |
| Legenda | Gara non valida | Non qual./Non part. | Ritirato/Non class. | Squalificato | '-' Dato non disp. | Grassetto – Pole position Corsivo – Giro più veloce |